# Wiener Konvention über die Staatennachfolge in Verträge
Die Wiener Konvention über die Staatennachfolge in Verträge (WKRSV) vom 23. August 1978 ist ein am 6. November 1996 in Kraft getretener völkerrechtlicher Vertrag, der Regeln dazu enthält, was im Falle einer Staatennachfolge mit bereits bestehenden völkerrechtlichen Verträgen geschehen soll.

## Bezeichnung
Da Deutsch nicht zu den Sprachen zählt, in denen der Vertrag offiziell existiert, und es auch keine amtliche deutsche Übersetzung gibt, finden sich verschiedene Bezeichnungen aus den Kombinationen von „Wiener Konvention“ / „Wiener Übereinkommen“, „über die“ / „betreffend die“, „Staatennachfolge“ / „Staatensukzession“, „in völkerrechtliche Verträge“ / „in Verträge“. Während sich „Konvention“ näher an dem englischen Titel Vienna Convention on Succession of States in Respect of Treaties orientiert, sind „Staatennachfolge“ und „Staatensukzession“ gleichwertige Übersetzungen; aufgrund der im Englischen im Gegensatz zum Deutschen bestehenden sprachlichen Unterscheidung zwischen contracts und treaties schließlich trifft „in völkerrechtliche Verträge“ den eindeutigen Wortsinn. Gleichwohl findet sich in der deutschsprachigen Literatur auch die Übersetzung Wiener Konvention über Staatennachfolge bei Verträgen.

## Bedeutung und praktische Relevanz
Das Recht der Staatennachfolge ist ein in vielen Punkten umstrittenes Völkerrechtsgebiet. Das Wiener Übereinkommen über das Recht der Verträge lässt ausdrücklich Fragen unberührt, die sich hinsichtlich eines Vertrags aus der Nachfolge von Staaten ergeben können (Art. 73 WVK). Bis heute ist die Wiener Konvention über die Staatennachfolge in völkerrechtliche Verträge die einzige in Kraft getretene Kodifizierung zum Recht der Staatennachfolge; bislang nicht genügend Vertragsstaaten fanden sich für das Inkrafttreten der Wiener Konvention über die Staatennachfolge in Staatsvermögen, -archive und -schulden.
Mit dem Vertrag wurden teilweise auch vom Völkergewohnheitsrecht abweichende Regelungen kodifiziert. So ist etwa die Kontinuität völkervertraglicher Pflichten der Grundsatz; nur bei neuerlich unabhängigen, also dekolonisierten Staaten soll das „clean slate“- beziehungsweise „Tabula rasa“-Prinzip gelten. Die Akzeptanz und praktische Relevanz des Vertrags ist daher gering geblieben; in vielen Fällen vereinbaren die betroffenen Staaten individuelle Regelungen.
2023 war die Konvention nur von 23 Staaten ratifiziert, weitere 14 hatten sie unterzeichnet. Darunter befand sich kein Staat in Westeuropa (außer dem Heiligen Stuhl), in Nordamerika, in Fernost oder in Ozeanien. Die Deutsche Demokratische Republik war Vertragspartei, die Bundesrepublik Deutschland ist es nicht.